# 5/4
«5/4» es la segunda canción en el álbum de 2001 «Gorillaz». La canción es polirrítmica, el riff de guitarra tiene un compás de 5
4 (cómo en el título), mientras los demás instrumentos tienen un compás de 4
4.
Originalmente iba a ser un sencillo con un vídeo correspondiente, pero fue reemplazado por «19-2000» a último minuto. Un guion gráfico puede ser visible en YouTube.
Según la biografía de Gorillaz en Rise of the Ogre, «5/4» iba a seguir a «Clint Eastwood» como un sencillo, pero fue reemplazado por «19-2000».  En los storyboards Jamie Hewlett empezó a hacer un vídeo musical antes del cambio. El storyboard está disponible en el DVD de Phase One: Celebrity Take Down. La canción fue presentada por primera vez en Gorillaz Live, y en 2017 se volvió a tocar en Humanz Tour, en Cologne, Alemania, con Jehnny Beth con las voces de fondo.

## Vídeo musical
El video se abre con una breve imagen de una mujer masturbándose, con sus privaciones censuradas por una imagen del logo de Gorillaz. Cada uno de sus pechos está cubierto por una estrella azul. Prosigue con Gorillaz que se realiza para una muchedumbre sobre una plataforma levantada (la plataforma está en la forma de un hueso). Murdoc está tocando con la banda cuando ve a un grupo de mujeres en una plataforma junto a la suya; sin embargo, la plataforma está demasiado lejos para llegar. Murdoc luego se quita la ropa hasta que se encuentra completamente desnudo, luego intenta saltar a la plataforma con las mujeres en ella, pero en su lugar no logra alcanzarlo y cae en la multitud de abajo.